# Mohamed Hamza (escrime)
Pour les articles homonymes, voir Mohamed Hamza et Hamza.
Mohamed Mahir Hamza Disuqy (en arabe : محمد ماهر حمزة دسوقي), né le 11 septembre 2000 à Houston (États-Unis), est un escrimeur égyptien.

## Carrière
Mohamed Hamza est médaillé d'or en fleuret par équipes aux Championnats d'Afrique 2016 à Alger. Il est 7e du tournoi de fleuret masculin par équipes aux Jeux olympiques d'été de 2016 à Rio de Janeiro.
Mohamed Hamza est médaillé d'or en fleuret par équipes aux Championnats d'Afrique 2018 à Tunis. 
Il est médaillé d'or en fleuret par équipes ainsi que médaillé d'argent en fleuret individuel aux Championnats d'Afrique 2019 à Bamako.
Il remporte le challenge Licciardi, étape de coupe du monde junior en 2020 à Aix en Provence. 
Il participe au tournoi de fleuret masculin individuel aux Jeux olympiques d'été de 2020 à Tokyo ; il élimine le Britannique Marcus Mepstead, vice-champion d'Europe 2019, puis l'ancien champion du mobnde italien Andrea Cassarà avant de s'incliner en quart de finale face au Tchèque Alexander Choupenitch, qui terminera médaillé de bronze. Il est aussi 8e du tournoi de fleuret masculin par équipes lors de ces Jeux.
Il est médaillé d'or en fleuret par équipes ainsi que médaillé d'argent en fleuret individuel aux Championnats d'Afrique 2022 à Casablanca.
Il est médaillé de bronze en fleuret individuel aux Jeux méditerranéens de 2022 à Oran.
Il est médaillé d'or en fleuret par équipes et en fleuret individuel aux Championnats d'Afrique 2023 au Caire.